# Uesugi Harunori
Uesugi Harunori (上杉 治憲, September 9, 1751 – April 2, 1822) foi o 9º daimyō do Domínio Yonezawa na Província de Dewa, no Japão (atual Prefeitura de Yamagata), sob o shogunato Tokugawa do Período Edo do Japão. Após a sua reforma, adotou o gō, ou pseudónimo, Yōzan (鷹山). Hoje, é mais lembrado pelas suas reformas financeiras, e é muitas vezes citado como um exemplo de um bom governador de um domínio.

## Biografia
Harunori era o filho mais novo de Akizuki Tanemitsu, daimyō do Domínio Takanabe na província de Hyūga. A sua mãe era neta do quarto daimyō do Domínio de Yonezawa, Uesugi Tsunanori. Os seus nomes de infância eram "Matsusaburō" (松三郎) e "Naomatsu" (直松). A sua mãe morreu quando ele era muito jovem, e ele foi criado pela avó, o que fortaleceu os seus laços com Yonezawa. Aos dez anos, ele foi adotado por Uesugi Shigesada, então daimyō de Yonezawa, que tinha uma filha, mas nenhum herdeiro homem. Após chegar a Yonezawa, a partir de 1763 tornou-se um discípulo fervoroso do estudioso neoconfucionista Hosoi Heishu, cujos ensinamentos influenciariam fortemente a sua filosofia política e perspetiva de governo. Em 1766, ele passou pela cerimónia genpuku e recebeu o kanji "Haru" no seu nome do Shogun Tokugawa Ieharu como um sinal de favor especial. Em 1767, tornou-se daimyō de Yonezawa.[carece de fontes?]
O domínio que ele herdou estava profundamente endividado há cerca de cem anos quando Harunori assumiu a liderança do domínio; Shigesada chegou a considerar devolver o domínio ao xogunato como último recurso. Entretanto, ele foi convencido pelo seu sogro, o daimyō da província de Owari, a renunciar ao cargo de daimyō. O valor da dívida excedia 200.000 ryō, o que parecia intransponível, dado que o domínio tinha um kokudaka nominal de apenas 150.000 koku. Além disso, o domínio tinha uma proporção muito alta de vassalos na sua folha de pagamento em comparação com outros domínios por razões históricas, já que os primeiros governantes de Yonezawa estavam relutantes em reduzir o número de vassalos da época anterior à redução do domínio que serviram lealmente desde quando o domínio ultrapassou 1.000.000 koku antes da Batalha de Sekigahara. Para piorar ainda mais os problemas financeiros do domínio, durante o mandato de Uesugi Shigemori, o domínio foi forçado pelo xogunato a pagar pela reconstrução do templo de Kan'ei-ji em Edo, e também sofreu com graves inundações em 1755. Shigemori recusou-se a reduzir as suas extravagâncias por orgulho.[carece de fontes?]
Harunori começou a impor restrições fiscais rigorosas aos gastos, dando o exemplo vestindo roupas de algodão em vez de seda e fazendo as suas refeições consistirem de uma tigela de sopa e um vegetal. Ele reduziu o seu subsídio de subsistência de 1.500 ryō por ano para 209 ryō e o número de criadas de 50 para nove. Ele optou por manter todos os seus funcionários, mas cortou todos os salários para um sexto do nível anterior. Diante da oposição de vários dos seus karō, ele ordenou a sua execução. Assim que estes esforços começaram a mostrar resultados, o domínio foi atingido por uma exigência do Xogunato para reconstruir o pátio oeste do Castelo de Edo. Ele construiu depósitos de arroz em todas as aldeias do domínio, e não sofreu muito com a fome que assolou o Japão na era Tenmei (1781-1789). Harunori também estabeleceu políticas incentivando novas indústrias, como tecelagem, cerâmica e fabricação de papel, e incentivou empreendimentos existentes, como parafina, seda crua e linho. Ele exigiu que cada família plantasse um certo número de árvores de laca para ajudar a estabelecer essa indústria e transformou muitos dos samurais do domínio em agricultores. A educação era necessária para criar os homens brilhantes necessários para enriquecer o país, e ele reabriu a escola Han, que havia fechado devido a restrições financeiras, e convidou académicos de Edo para ensinar. Ele também fundou uma escola de medicina para ensinar os mais recentes conhecimentos médicos da Holanda. Outra mudança de política garantiu água adequada das montanhas para os campos de arroz, recrutando servos e samurais para cavar valas de irrigação e consertar diques. A reforma administrativa e a promoção de pessoal com base no mérito, não na classe, eliminaram o desperdício e simplificaram os cargos públicos. Como resultado dessas várias medidas, Yonezawa tornou-se bastante próspera e, em 1823, todo o valor da dívida tinha sido pago. Em 1830, menos de uma década após a morte de Harunori, Yonezawa foi oficialmente declarada pelo xogunato como um modelo de domínio bem governado.[carece de fontes?]
Harunori revelou as suas opiniões sobre governança e o papel de um senhor feudal numa carta ao seu filho Haruhiro:
 
O Estado (国家,“kokka”) é herdado dos ancestrais e passado para os descendentes de alguém; não deve ser administrado de forma egoísta.
O povo pertence ao Estado; eles não devem ser administrados de forma egoísta.
O Senhor existe por causa do Estado e do povo: o Estado e o povo não existem por causa do Senhor.— Uesugi Harunori
Além disso, as suas opiniões sobre autodisciplina são bem conhecidas na cultura japonesa:
 
Se te empenhares, podes fazê-lo;

Se não o fizeres, não podes - isto é verdade para todas as coisas.

Quando algo não pode ser feito, a culpa é tua

Por não teres posto o teu coração nisso.— Uesugi Harunori